# Špička močálová
Špička močálová (Marasmius limosus) je druh houby z čeledi špičkovité (Marasmiaceae).

## Znaky
Klobouk v průměru dorůstá 0,05–2 cm, je tenký, klenutý až ploše rozložený, bělavý, nehnědlý až šedivý, hluboce radiálně rýhovaný, se hnědou, středovou prohlubinkou.
Lupeny jsou bílé, na klobouku velmi řídce uspořádány, u třeně srůstají do límečku. Výtrusný prach je bílý.
Třeň je nitkovitě tenký, 0,6–2,5 cm dlouhý, lesklý, hladký, hnědý, v horní části bělavý, u báze černý.
Dužnina je křehká, bělavá, bez výrazné chuti a zápachu.

## Užití
Nejedlá houba.

## Ekologie
Od července do listopadu roste tato houba na mrtvých listech lipnicovitých rostlin typických pro mokřady, slatiniště či jiné dlouhodobě podmáčené biotopy se zásaditým, vápnitým, hlinito-jílovitým či rašelinným podložím. 

## Rozšíření
Druh je rozšířen v oblastech Kanady, Evropy a Ruska.

## Galerie

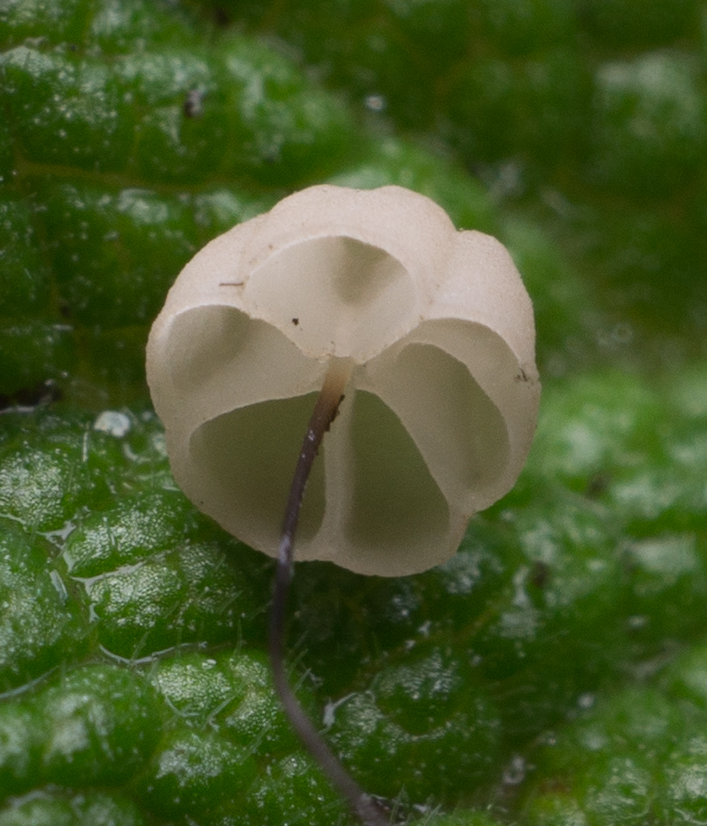

## Možnost záměny
- Špička Bulliardova (Marasmius bulliardii)
- Špička kolovitá (Marasmius rotula)
- Špička Curreyova (Marasmius curreyi)
- Špička Wettsteinova (Marasmius wettsteinii)